# Giulia Gwinn
Giulia Ronja Gwinn (* 2. Juli 1999 in Tettnang) ist eine deutsche Fußballspielerin, die seit 2019 für den FC Bayern München spielt. Seit Februar 2025 ist sie Kapitänin der deutschen Nationalmannschaft.

## Karriere

### Vereine
Giulia Gwinn begann als knapp Achtjährige bei der TSG Ailingen mit dem Fußballspielen und kam über den VfB Friedrichshafen 2009 zum FV Ravensburg, für den sie fünf Jahre lang in Jungenmannschaften spielte. Nachdem sie anschließend ein Jahr für die B-Junioren des SV Weingarten aktiv gewesen war, wechselte sie zur Saison 2015/16 zum Bundesligisten SC Freiburg, mit dem sie durch eine Kooperationsvereinbarung bereits während ihrer Zeit beim FV Ravensburg trainiert hatte. Am 13. September 2015 (3. Spieltag) feierte sie beim 6:1-Sieg im Heimspiel gegen den 1. FC Köln als Einwechselspielerin für Sandra Starke im Alter von 16 Jahren ihr Bundesliga-Debüt. Knapp einen Monat später, am 11. Oktober 2015 (5. Spieltag) in der Begegnung mit Werder Bremen, gehörte sie erstmals zur Startelf. Am 6. Dezember 2015 (10. Spieltag) erzielte sie beim 6:1-Sieg im Heimspiel gegen Bayer 04 Leverkusen mit dem Treffer zum 1:0 ihr erstes Bundesligator.
Zur Saison 2019/20 wurde sie vom Ligakonkurrenten FC Bayern München verpflichtet, bei dem sie im Februar 2019 einen bis zum 30. Juni 2022 gültigen Vertrag unterschrieb. Im Dezember 2021 wurde ihr Vertrag bis Juni 2025 verlängert. Im Juli 2024 unterschrieb sie einen Vertrag bis 30. Juni 2027.
2024 wurde sie für den Ballon d’Or féminin nominiert.
Kritik an der Vereinsführung des FC Bayern München
Nachdem beim DFB-Pokal-Halbfinale des FC Bayern München gegen die TSG Hoffenheim am 22. März 2025 kein Bayern-Funktionär anwesend war, kritisierte Gwinn den Verein. Der Vorstandsvorsitzende der FC Bayern München AG, Jan-Christian Dreesen, sowie die Direktorin der Abteilung Frauenfußball, Bianca Rech, wiesen diese Kritik zurück. Die Unterstützung, Wertschätzung, Infrastruktur und Qualität im Kader seien sehr gut und erfolgreich, so Rech.

### Nationalmannschaft

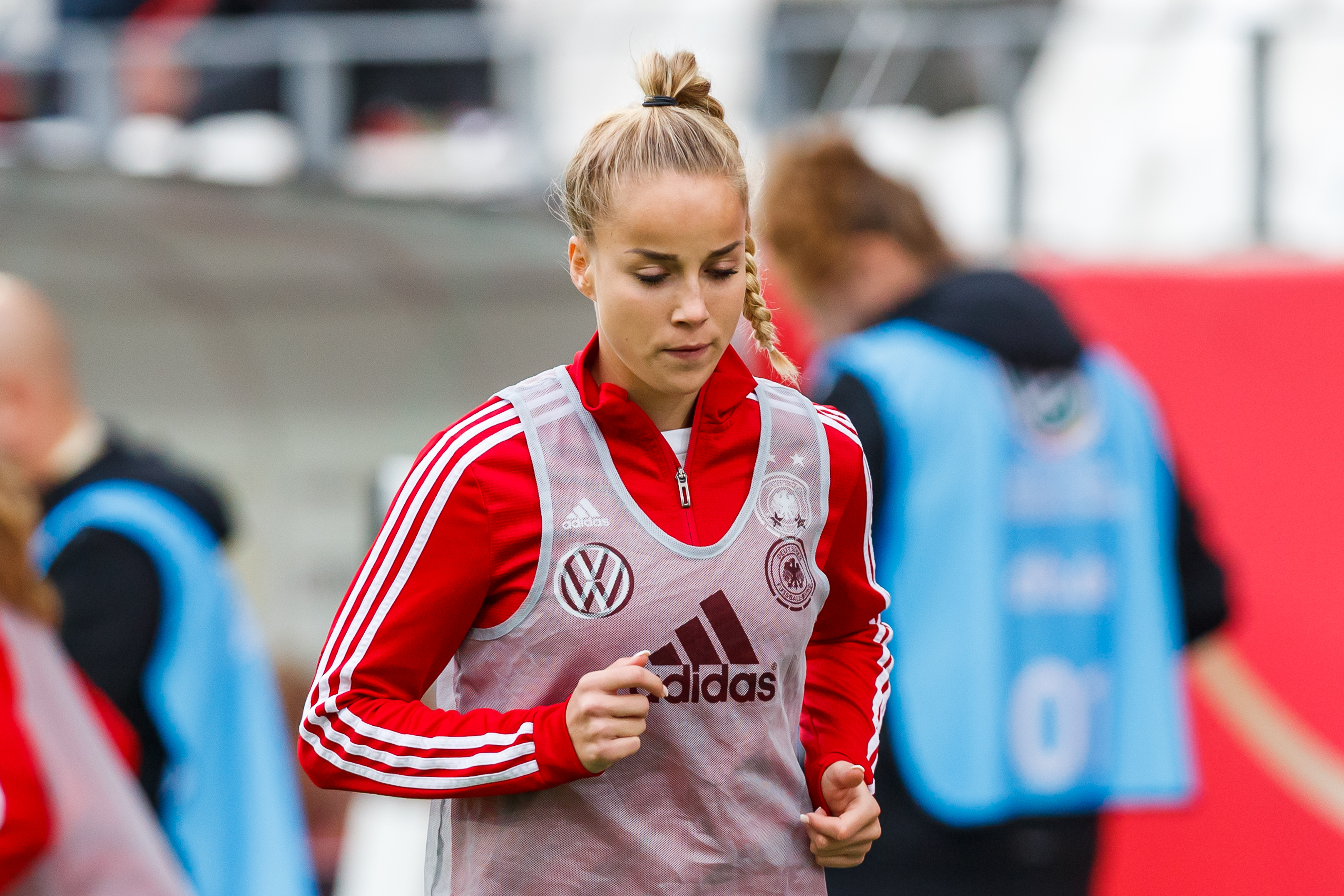
Giulia Gwinn (2021)

Nachdem sie im April 2013 als 13-Jährige für die U-15-Nationalmannschaft debütierte und 2014 dreimal für die U-16 gespielt hatte, gehörte sie 2015 als jüngste Spielerin zum Kader der U-17-Nationalmannschaft bei der Jahrgangseuropameisterschaft auf Island. Dort erreichte sie mit der Mannschaft das Halbfinale, in dem man sich jedoch mit 0:1 der Schweizer Auswahl geschlagen geben musste. 2016 gelang ihr mit dem Team erneut die Qualifikation für die Europameisterschaft, die die Mannschaft nach einem 3:2-Erfolg im Elfmeterschießen gegen Spanien gewinnen konnte.
Am 24. November 2017 debütierte sie in der A-Nationalmannschaft, die in Bielefeld das Test-Länderspiel gegen Frankreich mit 4:0 gewann; sie wurde in der 79. Minute für Tabea Kemme eingewechselt.
Für die WM 2019 wurde sie von der Bundestrainerin Martina Voss-Tecklenburg ins deutsche Team berufen. Im Spiel gegen China am 8. Juni in Rennes erzielte sie mit dem 1:0 das erste Tor der deutschen Mannschaft bei diesem Turnier. Damit ist sie nach Birgit Prinz und Ariane Hingst die dritte Spielerin unter 20, die bei einer WM für die deutsche Nationalmannschaft ein Tor erzielte. Sie erreichte mit der Mannschaft das Viertelfinale. Für ihre Leistungen wurde Gwinn als Beste Junge Spielerin ausgezeichnet.
Im EM-Qualifikationsspiel gegen Irland am 19. September 2020 erlitt Gwinn einen Riss des vorderen Kreuzbandes im rechten Knie und fiel mehrere Monate aus. Bei der EM 2022 in England im Juli 2022 stand sie im Kader der deutschen Auswahl, die das Finale erreichte, aber an England scheiterte und Vizeeuropameister wurde. Gwinn kam bei allen sechs Spielen zum Einsatz und wurde vom beobachtenden Trainerstab der UEFA in die „Elf des Turniers“ gewählt. Im Training vor dem Test-Länderspiel gegen Frankreich im Oktober 2022 in Dresden verletzte sie sich erneut am Knie. Sie erlitt dabei wieder einen Kreuzbandriss, dieses Mal im linken Knie, und fiel bis zum Ende der Saison aus.
Wegen ihrer Verletzung wurde Gwinn nicht in den erweiterten Kader für die WM 2023 berufen. Stattdessen begleitete sie als Expertin im ZDF die Übertragungen.

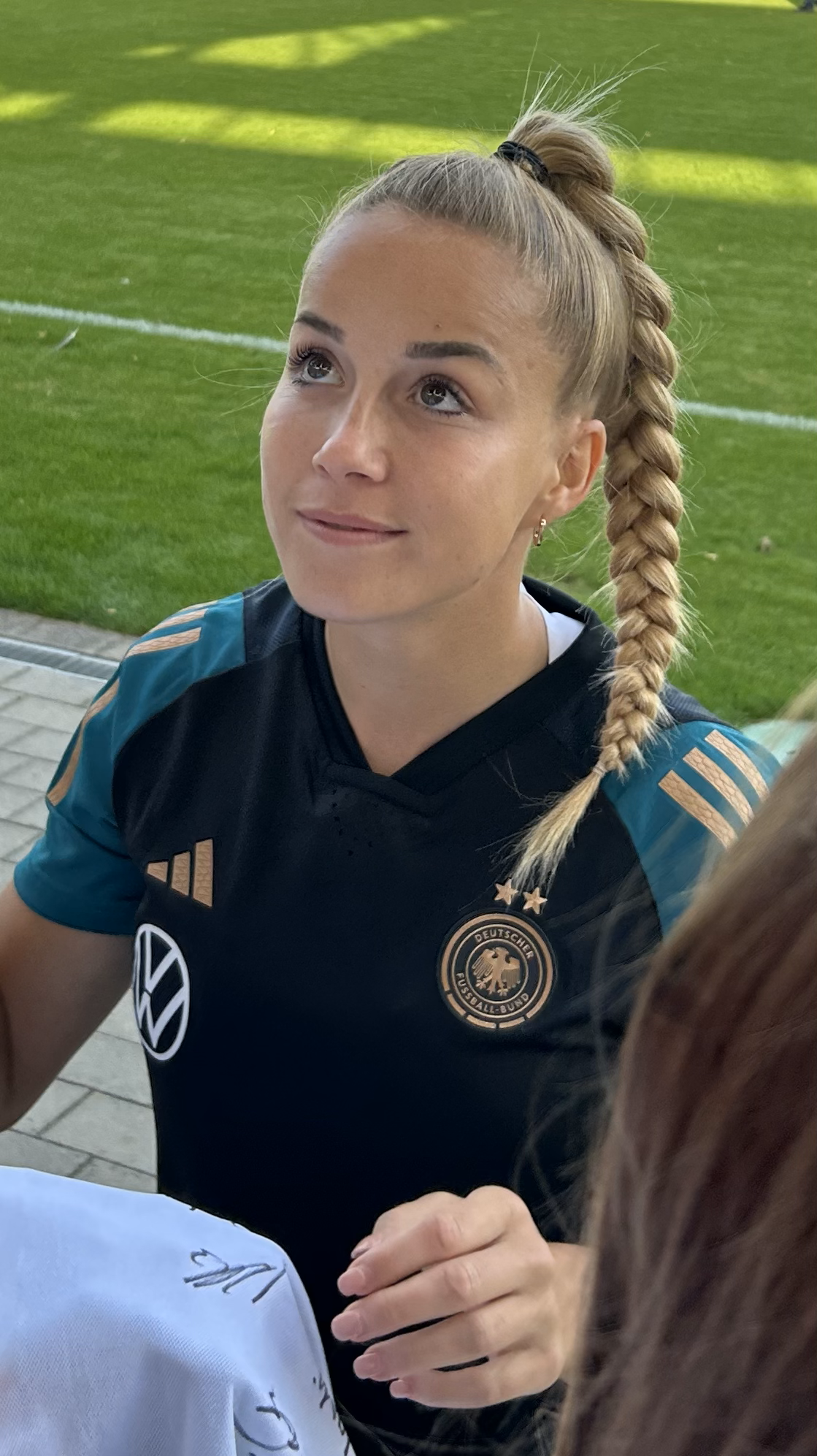
Giulia Gwinn (2023)

Im ersten Spiel der UEFA Women’s Nations League am 22. September 2023 gegen Dänemark feierte sie ihre Rückkehr in die Nationalmannschaft.
Nationaltrainer Horst Hrubesch setzte Gwinn erstmals am 5. April 2024 als Kapitänin der Nationalmannschaft ein.
Für die Olympischen Spiele 2024 in Paris wurde Gwinn von Horst Hrubesch in den Kader berufen und bestritt alle 6 Spiele in der Anfangsformation in der Rechtsverteidigung sowie einmal als rechte Flügelstürmerin. Sie erzielte das 1:1 gegen die USA im zweiten Gruppenspiel sowie den 1:0-Siegtreffer im Spiel um Bronze gegen Spanien.
Im Februar 2025 wurde sie, als Nachfolgerin von Alexandra Popp, Kapitänin der Nationalmannschaft.
Für die EM 2025 stand Gwinn im Kader von Bundestrainer Christian Wück. In der ersten Halbzeit des ersten deutschen Spiels gegen Polen erlitt sie eine Innenbandverletzung des linken Knies, musste ausgewechselt werden und auf weitere Spiele bei dieser EM verzichten. Im Halbfinale scheiterten die Deutschen an Weltmeister Spanien.

## Persönliches
Gwinn ist mit dem ehemaligen Fußballer Constantin Frommann liiert.

## Publikationen
- mit Julien Wolff: Write your own story: Mein Weg vom Bolzplatz in die Weltspitze. Mosaik Verlag, München 2025, ISBN 978-3-442-39436-4.

## Erfolge
- Finalist Europameisterschaft 2022
- Olympische Bronzemedaille 2024
- Algarve-Cup-Sieger 2020 (kampflos)
- U17-Europameister 2016
- Deutscher Meister 2021, 2023, 2024, 2025
- DFB-Pokal-Finalist 2019 (mit dem SC Freiburg), 2024, -Sieger 2025 (mit dem FC Bayern München)
- DFB-Supercup-Sieger 2024

## Auszeichnungen
- Beste Junge Spielerin der Fußball-Weltmeisterschaft der Frauen 2019
- Nationalspielerin des Jahres: 2019, 2024
- Silbernes Lorbeerblatt: 2024[20]
- Deutschlands Fußballerin des Jahres: 2025 (zusammen mit Ann-Katrin Berger)[21]